# Čistá země

Velký Buddha v Kamakuře, socha buddhy Amidy (Amitábhy), 13. století, Kamakura, Japonsko.

Buddhismus Čisté země (čínsky: 净土宗, Jìngtǔzōng; japonsky: 浄土宗, Džódošú; korejsky: 정토종, jeongtojong; vietnamsky: 浄土宗, Tịnh Độ Tông), známý také jako „amidismus“, je větví mahajánového buddhismu, která je v současné době společně se Zenem velmi oblíbená ve východní Asii. Jedná se o formu buddhismu, která se orientuje především k buddhovi Amitábhovi (Amidy – v japonštině). Jedná se o nejpopulárnější směr buddhismu v Japonsku, kam se dostal již v 10. století.
Stoupenci buddhismu Čisté země věří, že v současné době je svět ve velkém úpadku a pro běžného člověka je nemožné dojít nirvány. Lépe než se pak věnovat vlastní meditaci je uctívat buddhu Amitábhu a v příštím životě se zrodit v Čisté zemi, kde je dosažení nirvány zaručeno, přičemž do Čisté země je možné se zrodit od chvíle, kdy první člověk uvěřil v buddhu Amitábhu. Buddhismus Čisté země byl oblíbený mezi prostými lidmi pro možnost vyjadřovat svou zbožnost. Stejně tak byl oblíbený i mezi prostitutkami, kriminálníky a invalidy, neboť jim dával naději na lepší zrození v budoucnosti. V moderní době bývá podle buddhy Amitábhy (Amidy) označován jako amidismus, neboť se tento buddhismus odchýlil od původního učení Gautama Buddhy. Buddha Amida (Amitábha) je bytost, v kterou má být uvěřeno, což z tohoto buddhismu činí náboženství víry. Buddha Amidy tak dosáhl pozice spasitele a de facto boha obdobnému Ježíši v křesťanství. Také Západní čistá země může být dávána do paralely s křesťanským nebem.
Podle této náboženské teorie sbíral Amitábha jako bódhisattva po miliardy let nesčetné zásluhy a pročišťoval svoje jednání. Shromáždil tak nekonečné zásluhy a sílu odvést s sebou všechny žijící bytosti do Čisté země, která byla stvořena dík jeho zásluhám. Tato země by měla být útočištěm i pro ty, kteří ještě nejsou schopni praktikovat každý den a jejich karma zapříčinila, že nejsou s to zatím dosáhnout probuzení. Proto si získala oblibu u lidí jako jsou lovci, rybáři, řezníci a další, kteří zabíjejí živé bytosti.
Jednou z forem uctívání buddhy Amitábhy je i recitace manter jako: Kwan seum bosal (Korea) nebo Namó Amithábul (Severní Čína, Mongolsko).